# Allophylus edulis
Allophylus edulis (A. St.-Hil., A. Juss. & Cambess) Hieron. ex Niederl  es un árbol de porte pequeño, en general no supera 10m de altura, alrededor de 20 cm de diámetro del tronco o fuste principal. Su distribución natural incluye Paraguay, Guayana, Brasil, Bolivia, Argentina y Uruguay. 
Nombres comunes:Chal chal (Argentina, Brasil, Uruguay), cocú (del guaraní), koku, cochucho, wakú, uaquito, natan nanaqte (toba), picazu rembiú (guaraní: comida de paloma).
Nombres comunes en Brasil (portugués):

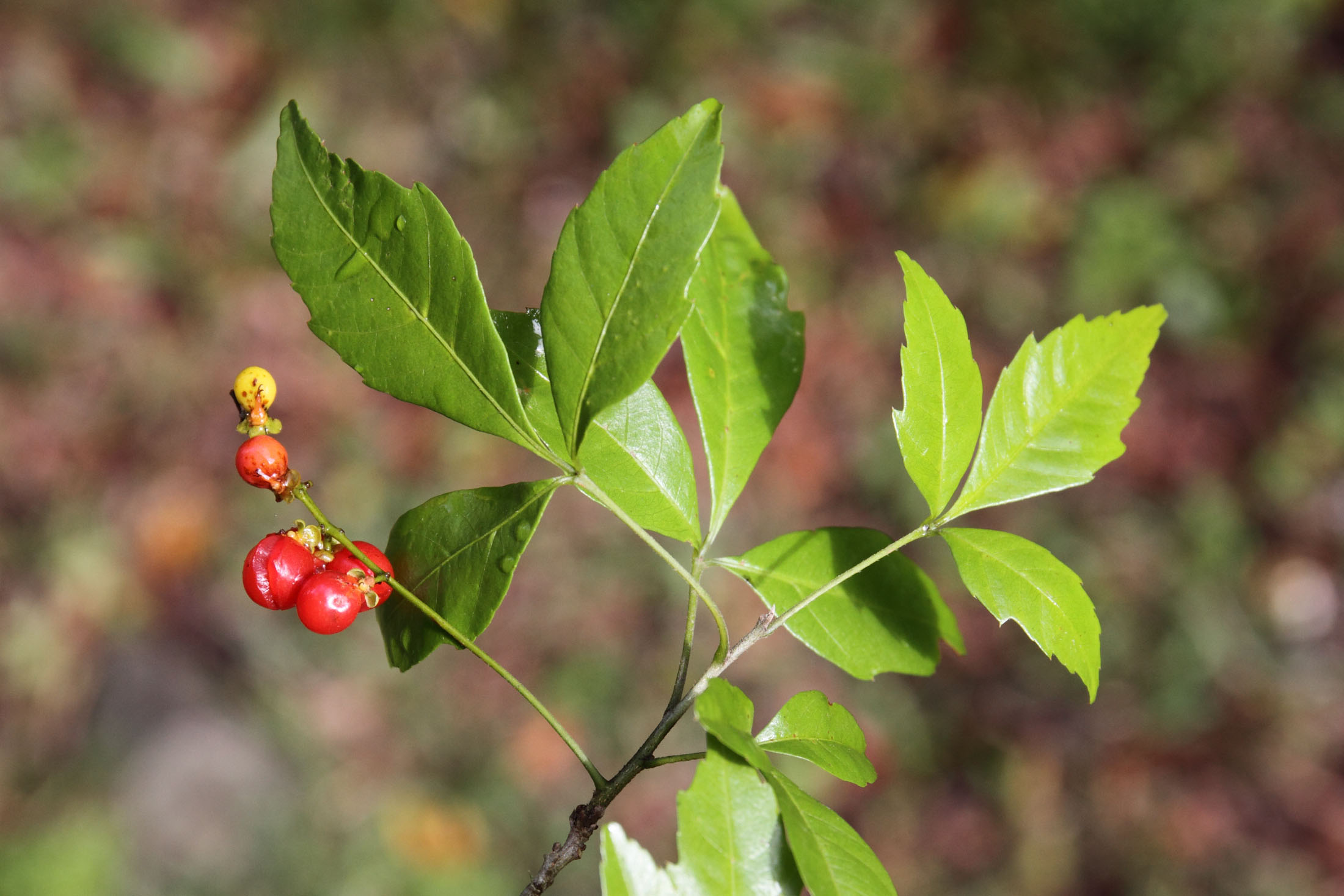
Allophylus edulis; hojas y frutos

| Nombre              | Región        | Idioma    |
| vacum               | Sul           | Portugués |
| baga-de-morcego     | Sul e Sudeste | Portugués |
| três-folhas-do-mato | Sul e Sudeste | Portugués |
| murta-vermelha      | Nordeste      | Portugués |
| murici-brava        | Nordeste      | Portugués |
| chal-chal           | Sul           | Portugués |
| perta-cu            | Nordeste      | Portugués |
| fruto-do-rei        | Sul e Sudeste | Portugués |
| vacunzinho          | Sul e Sudeste | Portugués |
| fruto-de-pombo      | Sul e Sudeste | Portugués |
| canhou              | Sul           | Portugués |
| fruta-de-paraó      | Sudeste       | Portugués |

## Descripción
Es un arbolito o arbusto, dioico, de 4 a 10 m de altura (excepcionalmente hasta aproximadamente 17 m, ), con tronco castaño rojizo, corteza caduca en placas que en ejemplares adultos  se desprende con facilidad . Lenticelas en las ramas Plantas polígamo-dioicas  Follaje persistente o semipersistente, verde claro. Hojas compuestas, trifoliadas, alternas, folíolos glabros, dentados,  pedicelo corto, hasta sésiles. Folíolos laterales de menor tamaño. Flores pequeñas, blanquecinas, de 2 mm de diámetro, en racimillos; las masculinas con los filamentos de estambres pilosos  las femeninas con estigma bífido o trífido  Florece en primavera (agosto y septiembre). Fructifica en septiembre-noviembre hasta diciembre  Fruto drupa globosa de 8 mm de diámetro, amarilla y madura en rojo. Maduración gradual de manera que  se ve en el racimo, fruta madura e inmadura. Frutos comestibles.

## Ecología
En el noroeste de la Argentina vive hasta los 1650-2000 m s.n.m. de elevación.En general, habita  bosques fluviales y serranos Se puede multiplicar a partir de semillas o por esquejes.
Sus frutos son alimento de numerosos animales, entre los más conocidos están las aves frugívoras.  El zorzal argentino o chalchalero (Turdus amaurochalinus) y el zorzal colorado o común, también llamado chalchalero (Turdus rufiventris,) de cantos destacados y de los  celestinos (Thraupis sayaca ), naranjeros (Thraupis bonariensis ) y fuegueros (Piranga flava ). Estas aves dispersan las semillas que no digieren, contribuyendo a la diseminación de la especie .

## Usos
Su fruta es comestible. Se utilizan en Argentina para fabricar una bebida fermentada llamada "Aloja de Chal-Chal".
Sus hojas se usan maceradas en la preparación del tereré 
En maceración es un colagogo y digestivo.
Se le usa como ornamental en plazas y parques 

## Otros
Uno de los grupos de canto folklórico argentino "Los chalchaleros" toma su nombre del zorzal chalchalero, conocido por su hermoso y llamativo canto.

## Nomenclatura
Allophylus edulis fue descrita por Augustin Saint-Hilaire en 1890 en la revista Boletin Mensual del Museo de Productos Argentinos, volumen 3, número 29, página 180; y después renombrada por Ludwig Adolph Timotheus Radlkofer y Johannes Eugenius Bülow Warming.
Sinonimia
- Urvillea seriana Griseb. [9]
- Allophylus cambessedei Blume
- Allophylus edulis var. gracilis Radlk.
- Allophylus edulis var. rosae F.A.Barkley
- Allophylus edulis var. subsessilis Huber
- Allophylus membranifolius Radlk.
- Allophylus pauciflorus var. rojasii F.A.Barkley & Villa
- Allophylus puberulus (Cambess.) Radlk.
- Schmidelia edulis A.St.-Hil., A.Juss. & Cambess.
- Schmidelia puberula Cambess.[10]